# HiperLAN
HiperLAN (ang. High Performance Radio Local Area Network) – europejski standard transmisji radiowej w sieciach lokalnych. Standard ten został opracowany przez ETSI. Zapewnia dużą prędkość transmisji, umożliwiającą zastosowanie go w aplikacjach multimedialnych. Podobnie jak standard IEEE 802.11, także HiperLAN przewiduje możliwość tworzenia zarówno sieci stałych, będących rozszerzeniem sieci przewodowej, jak i sieci tymczasowych.

## Architektura standardu HiperLAN
W ramach standardu HiperLAN zdefiniowano:
- warstwę fizyczną, w której określono m.in. pasma częstotliwości oraz sposób transmisji danych,
- podwarstwę MAC, obejmującą m.in.:
  - dostęp stacji do łącza,
  - realizację funkcji mostu,
  - transmisję wieloetapową,
  - specyfikację jednostek danych
- podwarstwę CAC (ang. Channel Access Control sublayer), obejmującą m.in.:
  - specyfikację protokołu dostępu do łącza,
  - opis typów ramek przesyłanych na poziomie podwarstwy.

Podwarstwy MAC oraz CAC stanowią dolną część warstwy liniowej modelu OSI/ISO i mogą współpracować z rozwiązaniami zgodnymi ze standardem IEEE 802.2 (ISO 802.2). Ponadto standard zapewnia obsługę zgłoszeń asynchronicznych oraz z ograniczeniami czasowymi we wspólnym kanale.

## Warstwa fizyczna
Na potrzeby standardu HiperLAN zarezerwowano w Europie pasma 5,15 - 5,3 GHz oraz 17,1 - 17,3 GHz. Oba pasma podzielono na kanały o szerokości 25 MHz, a na granicach pasm znajdują się przedziały ochronne o szerokości 12,5 MHz. W niższym zakresie częstotliwości dostępnych jest zatem pięć kanałów, z których trzy (o numerach 0, 1 i 2) są dostępne do transmisji, pozostałe zaś wykorzystywane są opcjonalnie.
Transmisja ramek odbywa się z dwiema prędkościami:
- małą LBR (ang. Low Bit Rate), równą 1,4706 Mb/s
- dużą HBR (ang. High Bit Rate), równą 23,5294 Mb/s

Prędkość HBR jest wykorzystywana m.in. do transmisji fragmentów ramek danych, natomiast prędkość LBR stosuje się do wymiany informacji sterujących. Dla prędkości LBR stosuje się modulację częstotliwości FSK, a dla HBR - modulację GMSK z parametrem BT=0,3. Maksymalny zasięg transmisji wynosi 50 m przy większej prędkości i 800 m przy mniejszej. Dopuszcza się przemieszczanie stacji z prędkością do 10 m/s bez konieczności przerwania połączenia. Maksymalna moc nadajnika wynosi 1 W w paśmie 5,15 - 5,30 GHz i 100 mW w paśmie 17,1 - 17,3 GHz.

## Format ramki
Na poziomie podwarstwy CAC standardu HiperLAN używane są ramki danych, potwierdzeń i przydziału dodatkowych kanałów. Ramki potwierdzeń zawierają jedynie część LBR, a więc cała ramka przesyłana jest z niższą prędkością. Pozostałe ramki składają się zarówno z części LBR, jak i HBR.
Część LBR ramki danych składa się z 35 bitów i zawiera:
- preambułę o wartości 10101001b,
- wskaźnik obecności części HBR,
- skrócony adres docelowy,
- wskaźnik długości bloku.

Adres docelowy i wskaźnik długości chronione są indywidualnymi, 4-bitowymi sumami CRC. Przekłamania mogą być ignorowane, jeżeli ramka ma część HBR, a błąd wystąpił we fragmencie, który jest w tej części powtórzony.